# Pont d'Ariccia
Le pont d'Ariccia est un viaduc routier monumental construit au milieu du XIXe siècle entre les kilomètres 23 et 24 de la  route nationale 7 Via Appia, dans le but de rectifier le tracé de la via Appia entre Albano Laziale et Ariccia.

## Historique
La Via Appia Antica, voie romaine construite en 312 av. J.-C., partait de Rome et arrivait à l'actuelle ville d'Albano. Elle fut suivie presque fidèlement par le tracé du XVIIIe siècle, encore existant de nos jours, utilisé par la route nationale du même nom.
Cependant, pour atteindre sa première étape, Aricia, la route ancienne devait descendre de l'actuelle ville d'Albano Laziale vers Vallericcia, puis remonter en direction de l'actuelle ville de Genzano di Roma par un viaduc monumental de peperino dont il reste encore aujourd'hui quelques vestiges.
Avec la chute de l'Empire romain d'Occident et le début du Moyen Âge, la Via Appia, après les dernières interventions du roi ostrogoth Théodoric, a commencé à décliner en raison de l'enlisement du tronçon qui traversait les Marais pontins.

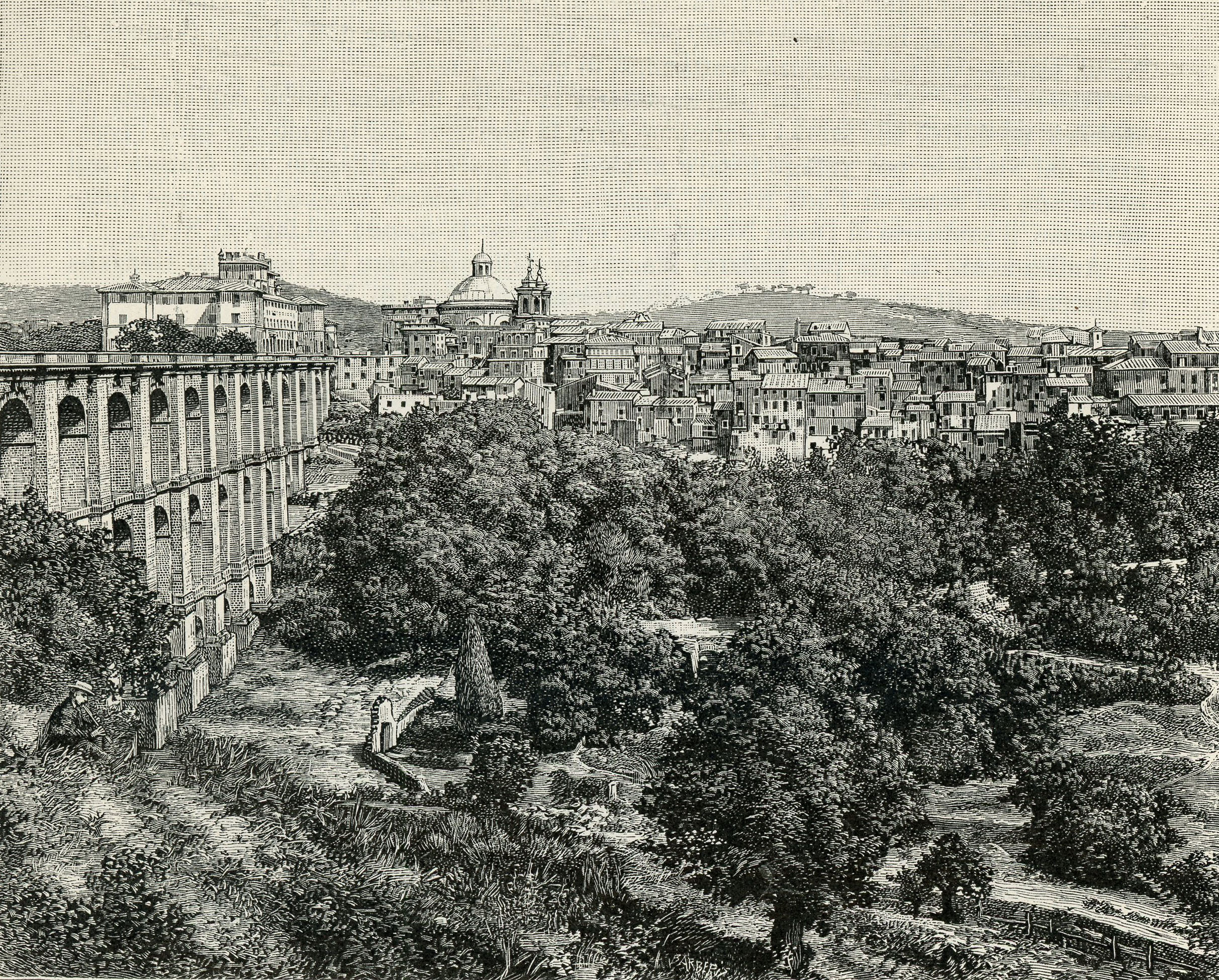
Le pont et la ville d'Ariccia. Xylographie, 1894.

Après de nombreuses modifications du tracé de la Via Appia au cours des siècles, le pape Grégoire XVI (1841-1846) prit la décision de le stabiliser pour longtemps : il ordonna la construction de viaducs routiers dans le tronçon cahoteux de la route entre les villes historiques d'Ariccia et Genzano di Roma, mais mourut avant d'en voir la réalisation. C'est le pape Pie IX qui, en 1847, chargea l'architecte Giuseppe Bertolini de construire le nouveau pont monumental d'Ariccia, dont la conception fut confiée à l'architecte Ireneo Aleandri. Le pape lui-même visita personnellement les travaux pour la construction du pont, qui fut inauguré le 12 octobre 1854. Des colonnes de travertin, érigées aux quatre têtes du pont, devaient rappeler les bornes romaines de la via Appia Antica : les plaques commémorent le pape Pie IX, promoteur de l'ouvrage, le ministre du Commerce et Beaux -Arts Camillo Jacobini et l'architecte Giuseppe Bertolini.
Le 1er février 1944, le pont et la tour quadrangulaire voisine de la partie du XVIIIe siècle du Palazzo Chigi ont été partiellement détruits lors des bombardements anglo-américains d'Ariccia et d'Albano Laziale. Jusqu'à leur reconstruction, qui a commencé immédiatement, une route de guerre alternative a été aménagée un peu plus en aval, traversant le maquis du parc Chigi. L'architecte Alessandro Batochi s'est occupé de la restauration du pont et des pierres de travertin placées aux têtes.
En 1967 se produisit un effondrement de la partie centrale du pont, immédiatement reconstruit et désormais entièrement praticable,.

## Sources
1. ↑  Il Ministro Matteoli: "L'Anas intervenga sul ponte di Ariccia"
2. ↑  « L'Unità, 18 gennaio 1967 »(Archive.org • Wikiwix • Archive.is • Google • Que faire ?)